# スーパーエコシップ
スーパーエコシップは、国土交通省が2001年から進めていた次世代船舶の開発計画である。

## 概要
この計画は、1997年に採択された京都議定書において、2008年から2012年までの間に1990年時点と比べて温室効果ガスの排出を6％削減する義務を負った日本が、海運の活用とモーダルシフトの推進によって温室効果ガスの排出を削減することを目指した京都議定書目標達成計画の一部であり、また収益率の低下や現場の高齢化、労働力不足など低迷の続く内航海運の活性化を図ったものである。
革新的な技術の導入により効率的な輸送ができ、高い経済性を併せ持つ内航船というコンセプトで計画船が2案まとめられた。二重反転プロペラとディーゼル発電機の組み合わせの「スーパーエコシップ・フェーズ１」と、同じく二重反転プロペラと窒素酸化物（NOx）など環境に有害な物質の排出が少ない小型ガスタービンエンジンを載せた「スーパーエコシップ・フェーズ２」があり、いずれも貨物スペースも広い次世代内航貨物船という計画であった。
国土交通省が海上技術安全研究所に委託する形で造船業界と共に2001年度から研究を始め、鉄道建設・運輸施設整備支援機構が建造を支援、並行してスーパーマリンガスタービンと呼ばれるエンジンの開発が進められた。この新型エンジンは、現在主力のディーゼルエンジンと比べてNOxは10分の1、地球温暖化に影響を与える二酸化炭素は75%に抑えられ、騒音も従来の1%程度とされるとした。
エンジンを取り外して整備できるようにし航行中の整備が不要であること、人件費の面でも経済的であること、さらに搭載場所を甲板上とすることで貨物スペースを広げ、積載量は同規模の既存の船より2割増とすることを目指した。真横にも移動できる二重反転ポッドプロペラ（アジマススラスター）を採用することで、港湾内での移動時間の短縮も図った。電気推進式の船舶開発も進められた。
しかし2003年の交通政策審議会海事分科会の内航海運部会においては、スーパーエコシップの説明は利点ばかりが挙げられているが、ガスタービン船は燃料費が従来の1.5倍となることについての説明がなく、ガスタービンエンジンの整備費用も不透明であること、時代遅れで高コストであるという研究者からの反対意見が多いことなどを挙げ、日本内航海運組合総連合会の真木副会長が「こういうものに金をかけるのだったら、もっと我々を助けてもらいたい」と批判した。
2011年時点の鉄道建設・運輸施設整備支援機構による論文では、スーパーエコシップの設計要件はディーゼルエレクトリック方式などのハイブリッド推進や電気推進ユニットなど主機構成に電気推進を含み、推進や荷役などに同機構が認める技術や措置を導入したものとしたほか、2016年時点の同機構による論文では、スーパーエコシップを「発電機で発電した電力で推進用電動機を駆動する電気推進システムを採用し、環境負荷低減、物流の効率化等を実現する船舶」と定義しており、ディーゼル・エレクトリック方式を採用した環境負荷が低い船舶であれば、二重反転プロペラやガスタービンエンジンを使用しておらず、また貨物船でなくてもスーパーエコシップとなった。このためみやじま丸 (4代)や橘丸 (東海汽船・3代)もスーパーエコシップとされている。
2023年現在も独立行政法人海上技術安全研究所内にはスーパーエコシップ支援センターは存在するらしいものの、トピックスの最終更新は2007年（平成19年）で、実質的には研究は凍結状態にあると考えられる。
国主導型の環境に配慮した次世代内航船開発については現在、国土交通省が進めるグリーンイノベーション基金事業「次世代船舶の開発」プロジェクトがあるが、これはいずれも水素・アンモニア・液化天然ガスを燃料としたレシプロエンジン動力の船舶であり、電気動力やガスタービンエンジン動力を予定していたスーパーエコシップ計画と直接の関係はない。そのほかの環境に配慮した次世代内航船開発は、メーカーや海運会社が各自に取り組んでいる状況にある。
なお日本郵船は、「NYKスーパーエコシップ」として次世代型運搬船のコンセプト案を発表している。2009年に発表された「NYKスーパーエコシップ2030」は全長345m、太陽電池パネルと折りたたみ式の帆を備えた野心的な設計であったが、2018年に再検討を行い「風力利用の採用を進める技術的・経済的合理性はない」としてコンセプトを変更、新たに「NYKスーパーエコシップ2050」が発表された。こちらは全長199.9ｍ、太陽電池パネルを備えた水素燃料電池船である。